# Petri och Pauli dag
Petri och Pauli dag firas den 29 juni till åminnelse av Kristi apostlar Petrus och Paulus. I 1942 års evangeliebok finns namnet som underrubrik till Femte söndagen efter Trefaldighet och från 1983 kallas denna söndag Apostladagen i Svenska kyrkan.
Denna dag överlämnar påven palliet till de metropoliter, vilka har utnämnts under det senaste året.
Älggräs har kallats persmässegräs, eftersom det blommar vid den här tiden. I Linköping hölls marknad vid "Persmäss" den 29 juni.